# 帕拉庄园
帕拉庄园，位于中國西藏自治区日喀则市江孜县，是原西藏贵族帕拉家族的庄园。

## 历史
帕拉庄园是如今唯一一座保存完好的西藏贵族庄园。过去该庄园是西藏十二大庄园之一。帕拉原来是不丹一个部落的酋长，由于不丹内乱而迁居西藏，并获得西藏噶厦的官衔。其后代先后在西藏噶厦中担任高官，家财丰厚。
帕拉庄园原来建在江孜城以东1公里处的江嘎村，1904年第二次英国侵藏战争时被占领江嘎村的英军焚毁。战争结束后，帕拉庄园在江孜城西南的年楚河的另一侧重建，位于距江孜4公里的班久伦布村。随着帕拉家族势力扩大，帕拉庄园的规模也不断扩大。
帕拉庄园最后一任园主帕拉·扎西旺久曾任林布寺喇嘛，还俗之后主持帕拉庄园的日常事务。他着手整顿帕拉庄园的经济，扩大庄园规模，加强对农奴的统治。西藏民主改革之前，帕拉庄园一共有22个附属小庄园，6个牧场，8600多亩农田，14250多头牲畜，2440多名奴隶。1959年藏区骚乱中，帕拉·扎西旺久参与“叛乱”并外逃，其庄园按照当时的政策应予全部没收。当时的中共江孜分工委认为帕拉庄园是西藏十二大庄园之一，意义特殊，便对该庄园加以妥善保护。此后，中共江孜县委、江孜县政府多次维修该庄园。1994年，西藏自治区人民政府将其定为爱国主义教育基地。1996年，西藏自治区人民政府将其定为西藏自治区文物保护单位。2013年，帕拉庄园被公布为第七批全国重点文物保护单位。

## 建筑
帕拉庄园有房屋82间，共计5357.5平方米，现存房屋57间，主体楼高三层，设有经堂、卧室、会客厅，还有专用于玩麻将的大厅。房屋内富丽堂皇。经堂内的经书、佛龛保存完好；卧室内有许多金器、银器、玉器；还有帕拉家族当年遗留的名贵餐具、食品、进口酒、进口白醋、裘皮服饰。主体大楼内，陈列有脚镣、皮鞭等刑具，庄园内还保存有过去的监狱，是贵族对农奴进行统治的工具。帕拉庄园内多有花草树木、水、石及家禽、畜类，布局与园林相似，非常静谧。
庄园对面是朗生院13间，仍然保持原貌，是原来帕拉庄园的朗生的住所，朗生是专为庄园主服务的家奴，是庄园主从所辖庄园及属民中强征而来。一旦沦为朗生，自己和子孙后代永为朗生。朗生住房低矮、阴暗且拥挤，与贵族住宅对比鲜明。朗生院总面积150多平方米，民主改革前住有14户60余人，人均居住面积不到2.5平方米，最大的房间面积14.58平方米，最小的面积仅4.05平方米。帕拉庄园的朗生们从事着织氆氇、织卡垫、炊事、马夫、裁缝、酿酒、侍卫等工作，年收入最高16甲克（1甲克相当12公斤）粮，有的为13甲克粮，有的一天仅得一勺糌粑（约二两），靠这些收入养活全家。当时一户三代七口人，因为房少人多，除冬季最冷的时间外，大多数时间都睡在露天大院中。